# Palazzo Acconci
Palazzo Acconci, chiamato anche "palazzo Acconci Zampighi Galletti", in memoria dei passati proprietari, è un palazzo cinquecentesco di Forlì, situato in corso Garibaldi 149.

## Storia
La costruzione dell'edificio venne avviata agli inizi del XVI secolo e fu inizialmente dimora della famiglia Acconci. Passò poi di mano ai Torelli, ai Pulucci, Guarini, Reggiani, quindi, nel 1905, agli Zampighi Galletti. Il terremoto del 1870 provocò il crollo di un'ala del palazzo, che venne ricostruita.
Il palazzo è stato nel 2007 oggetto di lavori di restauro su progetto dell'architetto cesenate Giovanni Bendandi.

## Descrizione
La facciata presenta un portale in pietra d'Istria. A lato del portone si apre una stanza di forma quadrata, con soffitto coperto da una volta ad ombrello, che si suppone possa aver ricoperto la funzione di tribunale amministrativo del giurista Girolamo Acconci, morto nel 1591.
Il cortile interno cinquecentesco presenta un pozzo al centro e un portico con capitelli corinzi, opera del ferrarese Rocco Poltri.
I restauri moderni hanno permesso di recuperare al pianterreno il ciclo di affreschi, opera dell'artista forlivese Livio Agresti (Imprese di Giulio Cesare alle pareti e le Sibille sul soffitto).